# Berta Rodríguez Olate
Berta Antonia Rodríguez Olate (n. 24 de junio de 1971) es una jugadora chilena de tenis de mesa. Ha participado en los Juegos Olímpicos de Atlanta 1996, Sídney 2000, Atenas 2004 y Londres 2012, siendo la tercera deportista chilena en participar en cuatro Juegos Olímpicos, después de Gert Weil con cuatro y Érika Olivera con cinco.
En la actividad nacional defendió los colores de Colo-Colo, destacando al fin del año 1996 en segundo lugar el Torneo Top 8.
Ha obtenido preseas en competiciones internacionales como los Juegos Suramericanos y Juegos Panamericanos. Planeó retirarse del deporte profesional a fines de 2012, pero declinó hacerlo.[cita requerida]